# Alberto Boerger
Albert Boerger fue un científico fitotecnista alemán, conocido en Uruguay como Alberto Boerger, nació en Foerde (actualmente Grevenbrück) en Westfalia (Alemania) el 4 de noviembre de 1881. Fue contratado por el gobierno Uruguayo en 1911 para conducir los trabajos de mejoramiento genético en el país, tomando como referencia la experiencia de Estados Unidos y Alemania.
Llegó a la República Oriental del Uruguay el 5 de marzo de 1912, luego de dos años de trabajos de investigación en Toledo y Bañados de Medina es trasladado el 5 de marzo de 1914 a La Estanzuela junto a sus colaboradores, quienes realizaron un trabajo muy relevante para el Uruguay y Argentina. Los estudios del Dr. Boerger en genética vegetal - especialmente trigos - colocaron sus trabajos a la altura de las figuras cumbres del escenario mundial de esta disciplina. El Dr. Alberto Boerger fallece en la República Oriental del Uruguay el 28 de marzo de 1957, y sus restos permanecen en el parque que lleva si nombre en los terrenos del actual Instituto Nacional de Investigación Agropecuaria (INIA) La Estanzuela (Colonia del Sacramento, Uruguay).

## Biografía

### Alemania
Alberto Boerger (Albert Boerger) nació el 4 de noviembre de 1881 en el pueblo de Foerde (Westfalia, Alemania) el 4 de noviembre de 1881, hijo de Teodoro Boerger y de María Kersling, de oficio labradores.En 1902 inició sus estudios superiores en Ciencias Naturales e Ingeniería General, en Hannover (Alemania); cursando luego Agronomía y Economía Política en la Academia Real Prusiana de Agricultura de la Universidad de Bonn (Poppelsdorf, Alemania), donde se especializó en Fitotecnia. Estudios que complemento con el Doctorado en Filosofía de la Ciencia en la Universidad de Giessen (Alemania).

### Llegada al Uruguay
En la segunda presidencia de José Batlle y Ordóñez, este presidente Uruguayo deseaba industrializar al país; por lo cual fomentó cambios en el sector agropecuario, entre los cuales es tuvo la incorporación de los mejores técnicos del extranjero. De esta manera llegaron Uruguay los Dres. Alejandro Backhaus (Alemania) y Daniel Salmon, para dirigir las Facultades de Agronomía y Veterinaria de la Universidad de la República Oriental del Uruguay.
Alberto Boerger luego de trabajar como director técnico, de semilleros en una empresa sajona, en 1910 ingresa como ayudante de la cátedra de Fitotécnia (Universidad de Bonn) de su antiguo maestro Theodor Remy. En el mismo año forma parte de una misión oficial del gobierno alemán destinada a estudiar herbazales y producción forrajera en Austria, Dinamárca, Hungría, Suiza y Suecia. Y luego de esto, en la etapa de constitución de las Estaciones Agronómicas en Uruguay, es contratado por el Gobierno de Uruguay como docente e investigador en virtud de la recomendación de Alejandro Backhaus.
En 1911, en la Universidad de Bonn, se realiza un curso de perfeccionamiento en Fitotécnia por el Dr. Theodor Remy (genetista destacado de la época) y su ayudante el Dr. Alberto Boerger. En este curso solo son admitidos cinco alumnos, uno de los cuales fue  [[Enrique Klein]]. Así se inició la vinculación científica y personal entre Boerger y Klein, la cual se continua en su traslado a la República Oriental del Uruguay.  Así Alberto Boerger llega a Uruguay el 5 de marzo de 1912 junto a su joven ayudante Enrique Klein. El primer ámbito de actividad de los dos científicos alemanes fue el Vivero Nacional de Toledo, hoy conocido bajo el nombre de Vivero Nacional "Dr. Alejandro Gallinal" (Departamento de Canelones, Uruguay) . Según Bonfanti (2010) este es el período menos documentado de la actividad de Boerger y Klein en el Uruguay, aunque se sabe iniciaron las labores de selección de semillas. Trabajo que en abril de 1913 fue trasladado a la Estación Agronómica de Bañados de Medina, hoy conocida bajo el nombre de Estación Experimental “Prof. Bernardo Rosengurtt” (Cerro Largo). Una Estación Experimental con seis hectáreas, donde se organizaron seis experimentos con materiales preseleccionados en el Vivero Nacional de Toledo (Toledo). En este primer período sus primeras investigaciones estuvieron vinculadas a la selección de trigos, por problemas de adaptación de los trigos extranjeros a las condiciones de Uruguay.

#### (Colonia del Sacramento, Uruguay)
El 5 de marzo de 1914 Alberto Boerger llega a como Director, y el Ing. Agr. Enrique Klein como Subdirector y Jefe de la repartición fitotécnica al Instituto del Semillero Nacional del Uruguay "La Estanzuela" (estación agronómica, actualmente conocida como Estación Experimental Alberto Boerger INIA La Estanzuela) en el Departamento de Colonia, Uruguay. A este equipo se une el 27 de diciembre de 1914 el Ing. Agr. Antonio Götz (croata), formado en Austria, quien se desempeñará como subdirector encargado de los experimentos de rotaciones de cultivo en La Estanzuela. 
Luego de seis años de esfuerzos, en 1918, desde La Estanzuela, el equipo de investigación del Dr. Boerger libera las primeras variedades uruguayas de trigo. Selección genética basada en la selección de semillas criollas. Las cuales provenían de la selección natural de semillas importadas por los inmigrantes llegados al Uruguay.
Los éxitos logrados por A. Boerger y E. Klein en los primeros años con las variedades de trigo. Un trabajo iniciado en 1912 con 377 selecciones de trigos que dan origen cruzamientos artificiales de mejoramiento, que condujeron en 1919 a la recategorización de La Estanzuela por legislación como Instituto Fitotécnico y Semillero Nacional.
Enrique Klein obtuvo su diploma de Ingeniero Agrónomo de la Academia Real Prusiana de Agricultura (Bonn, Poppelsdorf) en 1912. Posteriormente, la experiencia práctica lograda en los trabajos con las estaciones experimentales uruguayas de Bañado de Medina, Toledo y La Estanzuela, sumado su iniciativa y personalidad inquieta lo llevan a dejar Uruguay en 1920, una vez terminado el contrato con el gobierno de Uruguay. El Ing. Enrique Klein había estado desarrollando actividades crecientes en Argentina, antes del 1920, vinculadas a la selección de cebada (Cervecería Argentina, Quilmes, Argentina). Así Ing. Klein decide radicarse en Argentina y fundar el 1 de mayo de 1919 el Criadero Argentina de Plantas Agrícolas. Una iniciativa que demostró ser la decisión correcta. Los resultados de ese esfuerzo han sido tan destacados que al menos una vez fueron visitados por Norman Ernest Borlaug. Actualmente, el legado del Ing. Agr. Klein se continua en la empresa argentina Criadero Klein. 
La separación física de Boerger y Klein en 1920 implicó en los hechos una expansión de la influencia y el desarrollo fitotécnico alemán en la región, ya que los centros (La Estanzuela y Criadero Argentina de Plantas Agrícolas) mantuvieron el contacto y su colaboración hasta la actualidad.  
El rendimiento de los trigos generados en este período fueron de relevancia tanto para Uruguay, como Argentina. Informes de 1920-1924 indican que un quinto de la superficie triguera de Argentina, fueron basados en semillas seleccionadas por los trabajos del Dr. Boerger y del Dr. Enrique Klein en La Estanzuela.
En el período que La Estanzuela estuvo bajo la dirección del Dr. Alberto Boerger, sus subdirectores fueron los ingenieros agrónomos Gustavo J. Fischer (Uruguayo,  asume la subdirección en 1927) y Antonio Götz (croata). Luego del fallecimiento de Antonio Gôtz, el cargo de subdirector fue asumido por el Ing. Agr. Juan Gualberto Dellazoppa. Asì mismo, tras el fallecimiento del Dr. Alberto Boerger (27 de marzo de 1957), el Ing. Agr. Gustavo J. Fischer asume como Director de La Estanzuela.

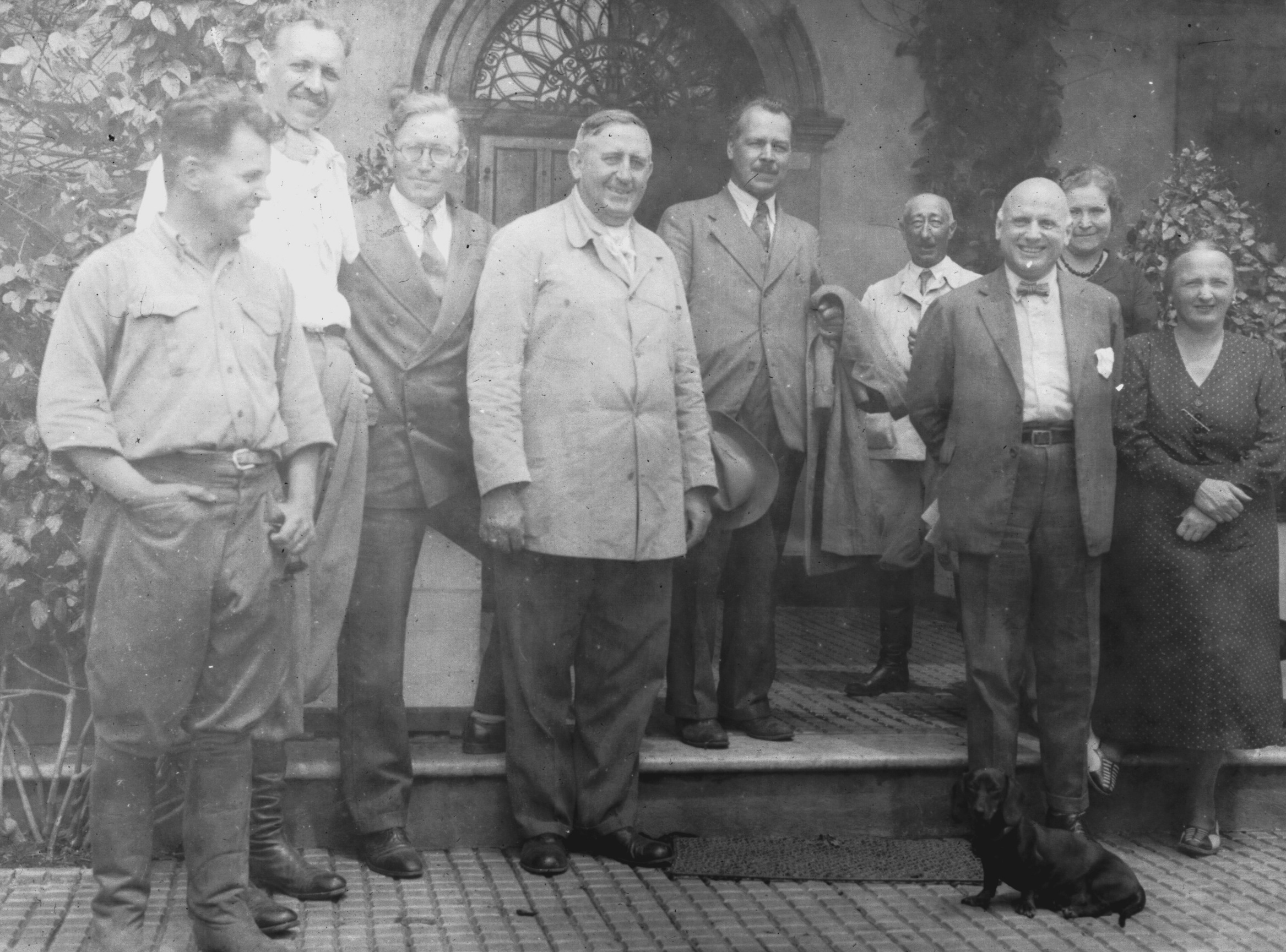
En 1937, el botánico y genetista ruso Nikolái Ivánovich Vavílov visitó al Dr. Alberto Boerger en La Estanzuela.

La Estanzuela bajo la dirección de Alberto Boerger se intentó reflejar en su organización con el Kaiser Wilhelm Institut für Züchtungsforschung (Kaiser Wilhelm Institute for Breeding Research) de Münchenberg (Alemania). El Kaiser Wilhelm Institut era una organización científica con objetivos similares a su predecesora después de la Segunda Guerra Mundial, la Fundación Max Plank. En el período que Alberto Boerger asume como Director el Kaiser Wilhelm Institut für Züchtungsforschung era un centro científico de reconocimiento mundial, ejemplo de esto era su Director Dr. Erwin Baur, hoy reconocido como el padre de la virología vegetal. Boerger tuvo como meta crear un centro de investigación con capacidades para establecer vínculos de cooperación científico/tecnológica con la agricultura práctica, y derivar la transferencia a los productores a las universidades. Característica que cambiaría en el trabajo de La Estanzuela luego de su fallecimiento el 28 de marzo de 1957, cuando la estación experimental paso a denominarse Centro de Investigaciones Agrícolas Dr. Alberto Boerger en 1961.

### Epónimos
- Estación Experimental "Dr. Alberto Boerger" INIA La Estanzuela, de INIA Uruguay, Departamento de Colonia, Uruguay.
- Semillero Nacional Atlético Club, parque "Dr. Alberto Boerger", El Semillero, Departamento de Colonia, Uruguay.
- Plaza Alberto Boerger: Av. Artigas esq. Rambla Cristóbal Colón, Colonia del Sacramento, Departamento de Colonia, Uruguay.
- Escuela N.º 55 Urbana "Dr. Alberto Boerger", Departamento de Colonia, Uruguay.
- Colonia Dr. Alberto Boerger, Instituto Nacional de Colonización, Departamento de Paysandú, Uruguay.